# Fissidens punctulatus
Fissidens punctulatus là một loài Rêu trong họ Fissidentaceae. Loài này được Sande Lac. mô tả khoa học đầu tiên năm 1872.